# Christine Maggiore
Christine Joy Maggiore (Chicago, 25 de julio de 1956–Los Ángeles, 27 de diciembre de 2008) fue una activista VIH positiva que promovió la postura de que el VIH no es la causa del SIDA.
Fue la fundadora de la organización Alive & Well AIDS Alternatives (Vivo y Bien Alternativas del SIDA) que cuestiona la relación entre el VIH y el SIDA y alienta a las mujeres embarazadas seropositivas a que eviten medicamentos contra el VIH. Maggiore escribió y autopublicó el libro What If Everything You Thought You Knew about AIDS Was Wrong? (¿Y si todo lo que crees acerca del SIDA fuera falso?)
La promoción por parte de Maggiore de la negación del SIDA ha sido controversial, sobre todo porque su hija de tres años de edad, Eliza Jane Scovill, murió de neumonía por Pneumocystis jirovecii, considerada como una enfermedad definitoria del SIDA. De acuerdo con su creencia de que el VIH es inofensivo, Maggiore no había tomado medicamentos para reducir el riesgo de transmisión del VIH a su hija durante su embarazo, y tampoco realizó la prueba del VIH a Eliza Jane durante la vida de su hija. Maggiore contrató a un veterinario toxicólogo (y negacionista del SIDA) para que revisara el reporte de la autopsia. El toxicólogo elaboró un reporte atribuyéndole la muerte de Eliza Jane a una reacción alérgica a la amoxicilina, en lugar de al SIDA. Maggiore murió el 27 de diciembre de 2008, después de sufrir varias enfermedades relacionadas con el SIDA.

## Primeros años y carrera
Nacida en Chicago, Illinois, Maggiore se crio en el sur de California. Después de graduarse con honores de la escuela Reseda High, trabajó en publicidad y marketing en Los Ángeles hasta 1984. Viajó a través de Europa y África del Norte en 1984 antes de establecerse en Florencia, Italia, donde vivió desde 1985 a 1987. En 1986, Maggiore comenzó lo que se convirtió en una multimillonaria empresa de importación/exportación de ropa, Alessi International, con sede en Toscana.

## Diagnóstico de VIH y activismo
En 1992, como parte de un examen médico de rutina, Maggiore se hizo una prueba de VIH que dio resultado positivo. Un exnovio también dio positivo. Posteriormente, Maggiore se involucró en el trabajo voluntario para una serie de organizaciones benéficas, incluyendo el AIDS Project Los Angeles, L.A. Shanti, y Mujeres en Riesgo. Sin embargo, a raíz de una interacción con el prominente negacionista del SIDA Peter Duesberg en 1994, comenzó a cuestionar si el VIH causa SIDA. Maggiore llegó a creer que su resultado positivo puedo haber sido debido a la vacuna contra la gripe, el embarazo, o una infección viral común.
En 1995, Maggiore dejó el negocio de ropa para trabajar como consultora independiente para los programas de exportación del gobierno de los Estados Unidos. Al mismo tiempo, fundó Alive & Well AIDS Alternatives, una organización que niega la conexión entre el VIH y el SIDA, y recomienda a mujeres embarazadas VIH-positivas a evitar los medicamentos contra el VIH para ellas y para sus hijos. Maggiore fue criticada por amamantar a sus hijos, ya que se ha demostrado que la lactancia materna aumenta el riesgo de transmisión de madre a hijo del VIH.
En un artículo de 2002 titulado "My Bout of So-Called AIDS", Maggiore escribió que había tenido una prueba de Papanicolaou anormal ("un frotis de Papanicolaou grado 3 con displasia cervical"), que, según escribió, la calificaría para un diagnóstico de SIDA. Los doctores de Maggiore recomendaron una colposcopía; Maggiore escribió que en lugar de eso siguió un programa naturopático y se realizó exámenes adicionales bajo otro nombre y por otro doctor, hasta que obtuvo lo que ella describe como un resultado normal.
En un artículo de 2005 en el periódico Los Ángeles Times, Maggiore afirmaba estar en excelente estado de salud, sin tomar la medicación antirretroviral. El marido y compañero de Maggiore, el director de cine Robin Scovill, ha dado negativo en las pruebas de VIH repetidamente, a pesar de lo que Maggiore describe como "una década de relaciones normales, libres de látex". Su hijo Charlie, nacido en 1997, también ha arrojado resultados negativos para el VIH.

## Eliza Jane
Christine Maggiore decidió no tomar los medicamentos antirretrovirales ni otras medidas que reducen el riesgo de transmisión de madre a hijo del VIH durante sus embarazos. Maggiore también amamantó a sus hijos, a pesar de la evidencia de que al amamantar se puede transmitir el VIH de la madre al niño. Su hija menor, Eliza Jane, nunca fue sometida a un análisis de VIH, ni tampoco ella ni su hermano mayor Charlie recibieron las vacunas recomendadas durante la infancia. Maggiore informó más tarde que Charlie había resultado VIH-negativo en tres ocasiones, y aseguró que ambos se encontraban en buen estado de salud.
En abril de 2005, Eliza Jane se enfermó. Fue vista por dos médicos, uno de los cuales, presuntamente, sabía de la condición VIH-positiva de Maggiore. A Eliza Jane no le realizaron los estudios para saber si tenía VIH, y se le diagnosticó neumonía. Como Eliza Jane no mejoraba, Maggiore la llevó a ver a Philip Incao, un practicante de medicina antroposófica y miembro del consejo directivo de la organización negacionista del SIDA Alive & Well AIDS Alternatives, quien dijo que Eliza Jane parecía estar solo levemente enferma, y le recetó amoxicilina por una presunta infección del oído. El 16 de mayo de 2005, Eliza Jane colapsó y dejó de respirar. Fue llevada de urgencia al hospital Valley Presbyterian en Van Nuys, California, donde, después de varios intentos fallidos para reanimarla, fue declarada muerta.
Una autopsia reveló que Eliza Jane estaba notablemente por debajo del peso y estatura normal, en consonancia con una enfermedad crónica, mostrando una pronunciada atrofia del timo y otros órganos linfoides, y que sus pulmones estaban infectados con Pneumocystis jirovecii, un patógeno oportunista. que comúnmente afecta a las personas con SIDA y que es la causa principal de muertes por SIDA en pacientes pediátricos El examen post mortem del cerebro de Eliza Jane mostró cambios consistentes con encefalitis por VIH; componentes proteícos del HIV mismo fueron identificados en el tejido cerebral de Eliza Jane por medio de técnicas inmunohistoquímicas. El médico forense llegó a la conclusión inequívoca de que Eliza Jane murió de neumonía por Pneumocystis jirovecii debido a que tenía SIDA avanzado.
Maggiore rechazó la conclusión del forense, atribuyéndolo a un sesgo político y atacó la credibilidad personal del médico forense superior, James Ribe. Maggiore hizo revisar la autopsia por el negacionista del SIDA Mohammed Al-Bayati, quien posee un doctorado en patología de las enfermedades animales, pero no es un Doctor en Medicina, ni está certificado por una junta médica en patología humana. Al-Bayati concluyó que Eliza Jane murió a causa de una reacción alérgica a la amoxicilina, conclusión que Maggiore aceptó.
El informe de Al-Bayati ha sido desestimado tanto por estar sesgado, como por ser médicamente erróneo.
 por expertos en patología independientes que concuerdan con la conclusión del forense.

### Crítica y controversia
A pesar de la controversia que siguió a la muerte de Eliza Jane, Maggiore se mantuvo firme a sus creencias negacionistas y a la conclusión de Al-Bayati. Envió una carta al periódico Los Ángeles Times alegando errores fácticos y omisiones en sus artículos sobre Eliza Jane. El periódico no imprimió la carta, manifestando que "si los hechos en un artículo son erróneos, una corrección es publicada. Sin embargo, no se encuentra justificada una corrección en este caso."
Otros señalan la evidencia que indica que Eliza Jane adquirió el SIDA a través de Maggiore perinatalmente o por amamantamiento, que la infección de VIH de Eliza podría haberse evitado si Maggiore hubiera tomado los medicamentos antirretrovirales o evitado la lactancia materna, que la muerte de Eliza Jane se debió a complicaciones del SIDA, y que su muerte podría haberse evitado con una adecuada atención médica.
John Moore, un destacado investigador de VIH/SIDA que habló en la 16.ª Conferencia Internacional de SIDA, describió la muerte de Eliza Jane como un ejemplo concreto del daño humano que puede resultar de creencias pseudocientíficas como el negacionismo del SIDA:

...los niños cuyas madres infectadas por VIH escuchan a los negacionistas del SIDA nunca tuvo la oportunidad de tomar sus propias decisiones. El caso Maggiore recibió una amplia publicidad. Christine Maggiore es una persona que está proselitizando en contra del uso de antirretrovirales para prevenir el VIH /SIDA. Es una clásica negacionista del SIDA, y ella dio a luz a una niña que murió a los tres años de una infección relacionada con el SIDA a finales del año pasado. El informe del forense informa claramente que la niña murió de SIDA. Esa fue otra muerte innecesaria.

La inclusión de Maggiore como expositora en la 13.ª Conferencia Internacional de SIDA en Durban, Sudáfrica ha sido criticada por los defensores de la relación entre VIH y SIDA.
La influencia de Maggiore en la decisión del expresidente de Sudáfrica, Thabo Mbeki, de bloquear la financiación del tratamiento médico de las mujeres seropositivas embarazadas fue criticado después de su muerte, donde los investigadores médicos señalaron un estudio de Harvard que estimó que "330.000 personas perdieron la vida a causa las nuevas infecciones de SIDA durante el tiempo en que Mbeki bloqueó la financiación del gobierno del tratamiento de AZT para las madres".
La periodista y negacionista del SIDA, Celia Farber, escribió un artículo en junio de 2006 en el periódico independiente Los Angeles CityBeat, discutiendo el caso de Maggiore y alegando incompetencia, conspiración, y encubrimientos por parte del forense, la comunidad contra el SIDA, los medios de comunicación masivos y la comunidad médica. En particular, el artículo de Farber dijo que la oficina del forense no había divulgado los archivos del examen serológico de VIH de Eliza Jane, y citó a otro negacionista que decía Eliza Jane recuento total de linfocitos fue elevada en el momento de su muerte.

### Repercusiones legales
La muerte de Eliza Jane fue investigada por el Departamento de Policía de Los Ángeles y el Departamento de Servicios de Protección de Menores de Los Ángeles como un posible caso de negligencia médica o maltrato infantil. El 15 de septiembre de 2006, la oficina del fiscal del condado de Los Ángeles anunció que no presentaría cargos contra Christine Maggiore, señalando que Maggiore llevó a su hija enferma a varios médicos.
En septiembre de 2006, la Junta Médica de California presentó cargos de negligencia en contra de Paul M. Fleiss, el pediatra de Eliza Jane. La junta indicó que Fleiss no había realizado los estudios para el VIH a Eliza Jane (o no había documentado la negativa de sus padres a la realización de los estudios), no aconsejó a Maggiore sobre evitar la lactancia materna en cualquier momento durante los tres años en que Maggiore amamantó a su hija, debido al riesgo de transmisión del VIH, y otras violaciones similares de la práctica médica estándar en el cuidado de Fleiss de un segundo niño VIH-positivo.
En septiembre de 2007, la Junta Médica de California dio a conocer su decisión en el caso Fleiss. La Junta revocó la licencia médica de Fleiss a partir del 8 de octubre, pero suspendió esta acción a cambio de un período de prueba de 35 meses durante el cual Fleiss debió someterse a un seguimiento regular, pagar los gastos, notificar a las aseguradoras y hospitales de la decisión en su contra, y tomar clases de Educación Médica Continua (CME) clases y cursos de mantenimiento de registros. No se le permite supervisar a médicos asistentes y debe remitir los pacientes VIH positivos a un especialista.
En una carta de advertencia fechada 13 de septiembre de 2007, un Panel de Investigación de la Junta Estatal de Examinadores Médicos de Colorado, emitió su conclusión de que "el cuidado y el tratamiento y la falta de documentación oportuna" de Philip Incao en el caso de Eliza Jane Scovill "cae por debajo de los estándares de práctica médica de aceptación general". El Panel le advirtió a Incao que cualquier instancia adicional de dicho comportamiento podría resultar en "un proceso disciplinario formal en contra de su licencia para ejercer la medicina".
Maggiore y su esposo, Robin Scovill, demandaron al condado de Los Ángeles en 2007 por, presuntamente, violar los derechos civiles y privacidad de su hija al divulgar el informe de su autopsia, el cual indicaba que era VIH-positiva. Se llegó a un acuerdo en 2009.

## Muerte
Maggiore murió el 27 de diciembre de 2008, a la edad de 52 años. Estaba bajo el cuidado de un médico y estaba siendo tratada por lo que fue reportado originalmente como una neumonía. La oficina del forense del condado de Los Ángeles dijo que Maggiore también había sido tratada por neumonía durante los seis meses anteriores a su muerte. Un médico conocido de la familia indicó que la medicación anti-VIH podría haber evitado su muerte, pero los compañeros de Maggiore negacionistas del SIDA argumentaron que su neumonía no estaba relacionada con el SIDA, y sugirieron, en cambio, que murió como consecuencia de una "limpieza holística" tóxica de la medicina alternativa, o estrés, o resfriado y gripe.
El certificado de defunción de Maggiore establece que la causa de muerte fue una infección diseminada del virus del herpes y neumonía bilateral, con candidiasis oral como causa contribuyente, todo lo cual puede estar relacionado con una infección por VIH. El certificado de defunción manifiesta también que no se realizó una autopsia ni biopsia.